# Tomba 939
Die Tomba 939 („Grab 939“) ist ein ausgemaltes etruskisches Grab, das im Jahr 1959 entdeckt wurde. Das Grab befindet sich in der Monterozzi-Nekropole bei Tarquinia und datiert um 530 v. Chr.
Die Tomba 939 besteht aus zwei hintereinander liegenden Kammern, die jeweils ein Satteldach haben. Die Wände sind mit einfachen Farbbändern dekoriert. Nur in den Giebelfeldern der ersten Kammer finden sich zwei sich gegenüberliegende Löwen.